# Královny popu
Královny popu je galakoncert hvězd pořádaný od června 2000. Show inspirovaná americkým koncertem Divas Live patří k divácky úspěšným televizním pořadům a vystoupily na ní osobnosti české populární hudby. Show se uskutečnila ve Státní opeře Praha (2000–2003, 2011), v grandhotelu Pupp (2005), v Hudebním divadle Karlín (2006–2007, 2013) a na hradě Karlštejn (2004). Po roční pauze se 31. srpna 2009 vrátila na scénu. 10. jubilejní ročník se uskutečnil ve Státní opeře Praha 10. října 2011. 11. ročník se pod názvem název „S láskou...královny popu, pocta českým hitmakerům“ uzkutečnil 11. června 2013 v Hudebním divadle Karlín a dosáhl nadprůměrného podílu na sledovanosti v záznamu České televize  12. ročník koncertu se uzkutečnil 14. října 2014 s názvem Pocta legendám a sklidil pozitivní recenze  13. ročník se uskutečnil 10. srpna 2018 jako speciální letní edice pod názvem DANCE DIVAS. Koncert měl oslavit 20. výročí od prvního uvedení jubilejní show v Hudebním divadle Karlín 17. června 2020, z důvodu vládních opatření v souvislosti s pandemií nemoci covid-19 byl přeložen na 15. červen 2021 a 15. března 2021 bez náhrady zrušen 
Poslední ročník se uskutečnil 12. července 2023 na nádvoří hradu Karlštejn a záznam s nadprůměrným podílem na sledovanosti v prime time vysílal program ČT1 23. září 2023 . Repríza posledního ročníku dosáhla 12. října 2024 ještě většího podílu na sledovanosti, než premiéra a pořad se ve vysílaném čase stal nejsledovanějším v ČR

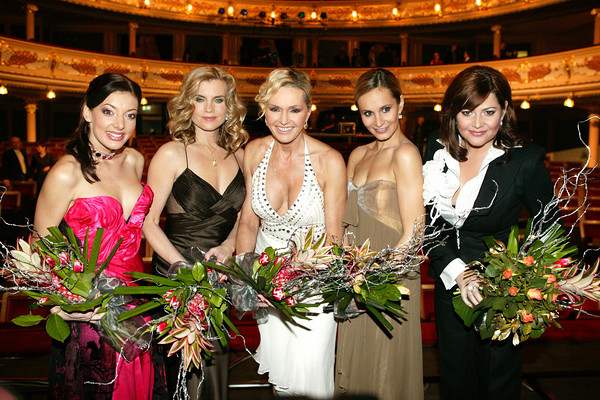

## Historie
Autorem show Královny popu je Janis Sidovský, který je rovněž hudebním dramaturgem a držitelem ochranné známky (zdroj: Úřad průmyslového vlastnictví). Podmínkou vystoupení na této prestižní kulturně – společenské akci je živý zpěv za doprovodu orchestru sestaveného ze špičkových hudebníků jen pro tuto příležitost. Dirigenty show byli Martin Kumžák (2000–2005), Petr Malásek (doprovod Hany Hegerové v roce 2000), Jan Václavík (2006, 2007), Kryštof Marek (2009, 2014), František Drs (2011) Jiří Dvořák (2013) a Charlie Blažek (2023).
V sérii koncertů, v letech 2000–2014 na show zazpívaly například Helena Vondráčková, Ilona Csáková, Hana Hegerová, Marie Rottrová, Aneta Langerová, Věra Špinarová, Jana Kirschner, Hana Zagorová, Marta Kubišová, Monika Absolonová, Petra Janů, Celeste Buckingham, Iveta Bartošová, Bára Basiková, Eva Pilarová, Leona Machálková, Lenka Filipová, Debbi, Dara Rolins, Monika Bagárová, Tereza Mašková, Olga Lounová a další české i slovenské divy. Mezi hosty patřili Karel Gott, Štefan Margita, Daniel Hůlka, Petr Muk, Jiří Korn, Petr Hapka, Pavel Vítek, Karel Černoch, Janek Ledecký, 4 Tenoři, skupina Chinaski, Vojtěch Dyk, Adam Mišík, Ben Cristovao, Mikolas Josef a další. V roli moderátorů účinkovali Václav Postránecký, Michal Horáček, Jiří Suchý, Jana Švandová, Jan Saudek, Martin Dejdar, Mahulena Bočanová, Petr Vondráček, Tereza Kostková, Dalibor Gondík, Libor Bouček a další.

## Premiérové duety a společné písně
Typickým znakem show Královny popu jsou duety a společné písně účinkujících, mnohdy v premiérových seskupeních. V programu například zazněly následující skladby, které zpěvačky nastudovaly speciálně pro show Královny popu. Součástí programu bývají i různé směsi písní jako Pocta Karlu Svobodovi nebo Barrandovské muzikálové hity.

2000
2003
- Proud Mary – Helena Vondráčková a Leona Machálková
- Pocta Karlu Svobodovi – směs hitů – Monika Absolonová, Bára Basiková, Leona Machálková, Helena Vondráčková & Hana Zagorová

2004
- Chain Of Fools – Martina Balogová a Dasha
- Svět je nekonečná pláž – Karel Gott a Martina Balogová

2005
- Dotýkat se hvězd – Eva Pilarová a Leona Machálková
- Georgia On My Mind – Ilona Csáková a Dasha
- The Lady Is A Tramp – Helena Vondráčková a Jitka Zelenková

2007
- Lady Marmalade – Ilona Csáková a Dasha
- Já půjdu dál – Monika Absolonová, Ilona Csáková, Dasha, Leona Machálková & Helena Vondráčková

2009
- Dotýkat se hvězd – Eva Pilarová a Vojta Dyk
- Semafor medley – Eva Pilarová, Jiří Suchý, Petr Vondráček, Vojta Dyk, Bára Basiková

2011
- Theme from Schindler's List – Lucia Šoralová
- Tak, abyste věděla – Ilona Csáková a Ondřej Ruml
- Já už to vím / Znám jednu krásnou zahradu – Monika Bagárová a Ben Cristovao

2013
- Zloděj dobytka – Leona Machálková a Josef Vojtek
- Tango s Roxanne – Gabriela Demeterová a Václav Noid Bárta
- Stín katedrál – Monika Absolonová a Jan Kříž
- Lady Carneval – Ilona Csáková, Leona Machálková, Monika Absolonová, Markéta Konvičková a Monika Bagárová

2014
- Imagine – Debbi a Adam Mišík
- Proč mě nikdo nemá rád – Ilona Csáková, Monika Absolonová, Leona Machálková a Elis
- Toužíš (Tell Him) – Helena Vondráčková a Monika Absolonová
- Honky, Tonky, Blues – Bára Basiková, Ilona Csáková, Monika Absolonová a Václav Noid Bárta
- Vzpomínka na Ivetu – směs písní Ivety Bartošové – Markéta Konvičková, Elis

2018
- I Wanna Dance With Somebody (Tribute to Whitney Houston) – Tereza Mašková, Elis Mraz, Dannie Ella
- I'm Every Woman (Tribute to Whitney Houston) – Heather Small, Elis Mraz, Dannie Ella, Danyl Johnson, Peter Pecha
- Man In the Mirror (Tribute to Michael Jackson) – Danyl Johnson, Tereza Mašková, Dannie Ella, Elis Mraz
- This is Me – Danne Ella, Peter Pecha, Artefact Dance Company

2023
- Vzpomínka na Hanu Zagorovou - směs hitů, v jejímž závěru skladbu Je naprosto nezbytné zpívala Helena Vondráčková, Monika Absolonová, Markéta Konvičková. Olga Lounová, Bára Basiková, Ilona Csáková, Elizabeth Kopecká, Dasha a soubor muzikálu Biograf láska z divadla Kalich
- Psát od prvních řádků (z muzikálu Jesus Christ Superstar) - Bára Basiková a Dasha
- Časy se mění (Cover Golden Kids) - Olga Lounová, Markéta Konvičková a Elizabeth Kopecká

## Charita
Show výtěžkem podpořila Nadaci Dagmar a Václava Havlových Vize 97, nadační fond Kapka naděje nebo Národní památkový ústav. Koncerty Královen popu na dobročinné účely celkem poukázaly více než 10 miliónů korun.
Za výtěžek z prvního ročníku Královen popu byly pořízeny hudební nástroje, které studentům předávala společně s první dámou, paní Dagmar Havlovou, skutečná královna, belgická panovnice Paola.
Výtěžky poukázané nadačnímu fondu Kapka naděje byly použity na nákup operačního mikroskopu a na podporu oddělení dětské hematologie v nemocnici Praha-Motol.
Výtěžek Národnímu památkovému ústavu přispěl na opravu omítek hradu Karlštejn.

## Mediální dopad
Koncert pravidelně (vyjma roku 2006) vysílaly ze záznamu Česká televize (2000, 2001, 2003, 2005, 2013, 2014, 2023), TV Prima (2002, 2004, 2007) a TV Barrandov (2009, 2011). Přímý přenos šířil Český rozhlas 1 Radiožurnál (2000–2004) a první z cyklu koncertů vydalo na CD vydavatelství Monitor EMI (2000).
První ze série koncertů vysílala Česká televize na programu ČT1 v den státního svátku, 5. července ve 20:55, záznam dosáhl podílu na sledovanosti 19%. Nadprůměrného podílu na sledovanosti pořad dosáhl také na TV Prima, kdy jí v září 2004 přinesl share 25%, přestože tehdejší celkový průměrný podíl stanice byl 21,4% (zdroj: ATO – Mediaresearch, údaje za skupinu 15+).
U příležitosti koncertu Královny popu 2009: unplugged & glamour vydalo vydavatelství Universal kompilaci 2CD Nejlepší královny popu všech dob a vydavatelství EMI Czech republic sběratelskou reedici prvního koncertu Královny popu v opeře. Záznam koncertu odvysílala digitální TV Barrandov 12. září 2009. Týden před tím, 5. září 2009, TV Barrandov nabídla dokument o zákulisí příprav koncertu pod názvem Tajemství královen popu. Oba pořady se díky úspěšnému podílu na sledovanosti dostaly do TOP 10 pořadů vlastní tvorby TV Barrandov v roce 2009.
Jubilejní, desátý, ročník Světla ramp měl na TV Barrandov nadprůměrnou sledovanost – share 8,9% a rating 3,5%, což pořadu zajistilo 6. pozici v žebříčku nejsledovanějších pořadů vlastní tvorby TV Barrandov v její historii do konce roku 2011 (zdroj: ATO – Mediaresearch).
Záznam jedenáctého ročníku „S láskou...královny popu“ více než ztvojnásobil podíl na sledovanosti a 21. září na ČT1 dosáhl nadprůměrného podílu 20,2%. Program se stal druhým nejúspěšnějším pořadem dne a porazil nabídku všech konkurenčních televizních stanic na českém trhu (Sledovanost 21.9.2013). V prime time uspěl také 12. ročník Královny popu – Pocta legendám, který se stal 2. nejsledovanějším pořadem sobotního večera v rámci všech tv stanic . Nadprůměrného podílu na sledovanosti ČT1 v prime time dosáhl také závěrečný ročník Královny popu na Karlštejně (18,64%, průměrný podíl by 17,06) 

## Seznam účinkujících
2000
Královny popu v opeře – jednou za život na jednom jevišti
- Iveta Bartošová
- Bára Basiková
- Ilona Csáková
- Hana Hegerová
- Helena Vondráčková

- hosté: Marcela Březinová, Ondřej Soukup, Daniel Hůlka, Tomáš Dvořák, Michal Horáček

2001
Králové muzikálu v opeře aneb muži vrací útok!
- Daniel Hůlka
- Janek Ledecký
- Jiří Korn
- Petr Muk

- hosté: Štefan Margita, Petr Hapka, Karel Černoch, Bohuš Matuš, Pavel Vítek, Peter Nagy a Helena Vondráčková

2002
Královny znovu v opeře – poprvé spolu
- Marta Kubišová
- Leona Machálková
- Helena Vondráčková

- hosté : Black Milk, Zuzana Norisová, Jablkoň a Chinaski

2003
Královny popu naposledy v opeře
- Bára Basiková
- Lenka Filipová
- Marie Rottrová
- Helena Vondráčková
- Hana Zagorová
- host: Monika Absolonová

- zvláštní host Karel Svoboda
- speciální duet: Leona Machálková

- hosté: Martin Dejdar, Jana Švandová

2004
Královny poprvé na Karlštejně
- Monika Absolonová
- Martina Balogová
- Ilona Csáková
- Petra Janů
- Šárka Vaňková
- Hana Zagorová

- hosté: Karel Gott, Dasha, Václav Postránecký, Petr Muk, Pavel Zedníček, Pavel Vítek

2005
Královny swingu v grandhotelu Pupp
- Ilona Csáková
- Leona Machálková
- Eva Pilarová
- Helena Vondráčková
- Jitka Zelenková

- hosté: Mahulena Bočanová, Lumír Olšovský, Světlana Nálepková

2006
Vánoční královny pro Kapku naděje
- Monika Absolonová
- Ilona Csáková
- Petra Janů
- Hana Křížková
- Tereza Mátlová
- Eva Pilarová
- Hana Zagorová
- Jitka Zelenková

- hosté: Karel Gott, Karel Svoboda, 4Tet Jiřího Korna, Kamil Střihavka a Pavel Vítek

2007
Královny muzikálů v Hudebním divadle Karlín
- Iveta Bartošová (účast zrušila v den koncertu)
- Monika Absolonová
- Ilona Csáková
- Dasha
- Leona Machálková
- Helena Vondráčková

- hosté: Petr Kolář, Petr Bende, Aleš Háma a Pavel Vítek

2009
Královny popu 2009: unplugged & glamour
- Aneta Langerová
- Jana Kirschner
- Helena Zeťová
- Bára Basiková
- Věra Špinarová
- Eva Pilarová

- hosté: Lenka Nová a Naďa Válová z projektu „Ohrožený druh“, Jiří Suchý, Vojta Dyk, Michal Horáček, Petr Vondráček, Daniel Bambas, Jan Saudek, Kateřina Brožová

2011
Světla ramp: Pocta Barrandovu
jubilejní 10. koncert Královen popu
- Helena Vondráčková
- Ilona Csáková
- Leona Machálková

- hosté: Jitka Zelenková, Lucia Šoralová, Ondřej Ruml, Sestry Havelkovy, Monika Bagárová, Tereza Mátlová, David Deyl, Markéta Konvičková, Wings a další

2013
S láskou...královny popu. Pocta českým hitmakerům
Jedenáctý ročník se konal 11. června v Hudebním divadle Karlín a nabídl největší hity Karla Svobody, Jiřího Štaidla, Jaroslava Wykrenta a dalších českých hitmakerů.
- Marie Rottrová
- Hana Zagorová
- Ilona Csáková
- Leona Machálková
- Monika Absolonová
- Petra Janů
- Jitka Zelenková
- Monika Bagárová
- Markéta Konvičková
- Celeste Buckingham

- hosté: Gabriela Demeterová, Pepa Vojtek, Václav Noid Bárta, Jaroslav Wykrent, Jan Kříž, Pop Balet, Nela Pocisková, Sisa Sklovská a Radim Schwab

- o hitmakerech v medailóncích během show hovoří Karel Gott, Eva Pilarová, Pavel Vítek a další

2014 Pocta legendám, Královny popu 2014
14. říjen, Hudební divadlo Karlín
- Monika Absolonová
- Ilona Csáková
- Debbi
- Lenka Filipová (pro onemocnění se omluvila)
- Bára Basiková
- Helena Vondráčková
- hosté: Adam Mišík, Elis, Markéta Konvičková
- ve směsi písní z filmu Mamma Mia! vystoupili Alena Antalová, Hana Holišová, Roman Vojtek, Daniela Šinkorová, Pavel Vítek, Leona Machálková, Michael Foret, Jitka Asterová
- směs písní Ivety Bartošové uvedl Michal David
- vzpomínku na osobnosti české populární hudby uvedla Regina Rázlová
- moderoval Dalibor Gondík

2018 Dance Divas
10. srpen, Křižíkova fontána, Výstaviště Praha
První open air koncert v historii Královen popu.
- Dara Rolins
- Debbi
- Heather Small (The Voice Of M People)
- Tereza Mašková
- Ilona Csáková
- Elis Mraz
- Dannie Ella
- Artefact Dance Company
- hosté: Mikolas Josef, Osmany Laffita, Daniel Krejčík, Peter Pecha, Danyl Johnson (The British X Factor)

2020 Královny popu: 20 let
Jubilejní show v Hudební divadle Karlín, 17. června 2020 - zrušeno z důvodu pandemických opatření
- Ewa Farna
- Monika Absolonová
- Ilona Csáková
- Markéta Konvičková
- Helena Vondráčková
- Leona Machálková
- Hana Holišová
- Naďa Urbánková
- hosté: 4 Tenoři, Václav Noid Bárta

2023 - Královny popu na Karlštejně - naposledy společně
Závěrečný ročník série Královny popu, 12. července 2023, Purkrabský dvůr hradu Karlštejn.
- Helena Vondráčková
- Monika Absolonová
- Bára Basiková
- Ilona Csáková
- Dasha
- Markéta Konvičková
- Olga Lounová
- hosté: Elizabeth Kopecká, muzikál Biograf láska a 4 Tenoři